# Mary Wilson, Lady Wilson of Rievaulx
Gladys Mary Wilson, baronesa Wilson de Rievaulx (de soltera Baldwin; Diss, Reino Unido, 12 de enero de 1916 - Londres, 6 de junio del 2018) fue una poeta británica y esposa de Harold Wilson, quien se desempeñó dos veces como primer ministro británico. Fue la primera esposa del primer ministro británico en convertirse en centenaria y vivió hasta los 102 años y 145 días, siendo un récord en dicho país.

## Biografía
Nació en Diss, Norfolk, hija del reverendo Daniel John Miko Baldwin Hughes, quien era ministro congregacionalista. Asistió a un internado en Milton Mount College cerca de Crawley, y lo dejó a los 16 años para asistir a un curso de secretariado durante dos años. Trabajó como taquígrafa en Lever Brothers en Port Sunlight antes de casarse con Harold Wilson el día de Año Nuevo de 1940. Ella y Wilson tuvieron dos hijos, Robin (nacido en 1943) y Giles (nacido en 1948).
En 1970, se publicó su volumen de poesía Selected Poems y, en 1976, Wilson fue uno de los tres jueces del Premio Booker, siendo los otros jueces Walter Allen y Francis King. Según la entrada del Dictionary of National Biography para Harold Wilson, escrita por Roy Jenkins, Mary no estaba satisfecha con la vida en la política. Fue este destacamento el que le dio a la parodia de Private Eye "Mrs Wilson's Diary", el supuesto diario de Wilson, escrito al estilo de la serie de radio diaria de la BBC, Mrs Dale's Diary, una apariencia falsa de autenticidad.
Políticamente, se opuso a su esposo en el referéndum de membresía de las Comunidades Europeas de 1975 al votar en contra de la membresía continua y en su apoyo a la Campaña por el Desarme Nuclear.
Mary enviudó el 24 de mayo de 1995 cuando su esposo murió de cáncer colorrectal y Enfermedad de Alzheimer después de diez años de enfermedad. Estuvieron casados durante 55 años. Continuó viviendo en Westminster, a poca distancia de Downing Street. Retuvo la casa de vacaciones de la pareja en las Islas Sorlingas.
En el 2013, a los 97 años, aceptó una invitación al funeral de Margaret Thatcher.

## Fallecimiento
Lady Wilson murió el 6 de junio de 2018 de un derrame cerebral en el St Thomas 'Hospital de Londres (102 años), habiendo sobrevivido a su esposo por 23 años. La esposa más longeva de un primer ministro británico, fue la primera persona en vivir más allá de los 100 años.  Se llevó a cabo un servicio privado seguido de una cremación en Gran Bretaña continental, y sus cenizas fueron enterradas con su esposo en Old Town Churchyard en St Mary's, Isles of Scilly.

## Publicaciones
- Wilson, Mary (1970). Selected Poems. London: Hutchinson. ISBN 978-0-09-105010-8.[13]
- Wilson, Mary (1979). New Poems. London: Hutchinson. ISBN 978-0-09-139460-8.